# Porta Foggiali
Porta Foggiali (nota in passato come Porta de Joha, cioè "Porta di Gioia" o Porta delle Fosse) era una delle porte di accesso della città di Altamura assieme ad altre sei porte come Porta Bari e Porta Matera.

## Storia
La porta fu demolita agli inizi degli anni venti dell'Ottocento, seguendo la sorte di gran parte del muro di cinta di Altamura (di epoca medievale, da non confondere con le mura megalitiche di Altamura). In alcuni documenti medievali viene chiamata "Porta di Gioia" (presumibilmente perché ubicata sulla strada per la città di Gioia del Colle). Nelle carte Rocca P/32, risalenti alla fine del XVI secolo, viene indicata come "Porta Fogiaro" e viene citata anche dal sacerdote D. Vitangelo Frizzale (XVIII secolo).
Durante la Rivoluzione altamurana (1799), Porta Foggiali dimostrò la sua posizione critica, essendo posizionata nelle vicinanze dell'altura di Monte calvario. I sanfedisti dovettero sudare non poco per occupare la posizione strategica di Monte calvario e, una volta occupata, poterono colpire agilmente la porzione di Altamura nei pressi di Porta Foggiali. La zona nei pressi di questa porta fu una delle zone più presidiate dagli altamurani durante il conflitto.
A differenza della maggioranza delle altre porte e di gran parte del muro di cinta, di Porta Foggiali si conosce la data approssimativa di demolizione; in un documento del 24 novembre 1823, un altamurano che possedeva un appezzamento di terreno coltivato tra porta Foggiali e la chiesa di San Lorenzo lamentò all'amministrazione dell'epoca il mancato arrivo delle acque (di fogna, di pioggia e di dilavamento) provenienti dalla città a causa dei detriti derivanti dalla demolizione della porta, arrecandogli un ingente pregiudizio economico. Da questa informazione è possibile circoscrivere la demolizione della porta a un periodo antecedente e grosso modo vicino al 1823.

## Descrizione
La porta era situata nelle immediate vicinanze dell'odierna piazza Foggiali (la "piazza delle fosse", in dialetto altamurano nota come i fsceil, [i fᵊˈʃeɪl]), nella quale si trovavano le cosiddette "fovee", cioè dei pozzi nel terreno nei quali venivano immagazzinati i cereali come scorta ad uso della città.
Nella carta Rocca P/32, conservata presso la Biblioteca Angelica (Roma) e risalente alla fine del XVI secolo, Porta Foggiali viene indicata come "porta Fogiaro" e disegnata con una "passerella mobile", probabilmente un ponte levatoio. Nella carta Rocca P/32, il fossato che circondava la città non viene disegnato, per essendo ampiamente testimoniato dal ponte levatoio del castello e dalla passerella suddetta. Nella carta Rocca P/33 (fine del XVI secolo), il fossato è invece presente, ma mancano dettagli sull'area in corrispondenza di porta Foggiali, che appare vuota.

## Galleria d'immagini

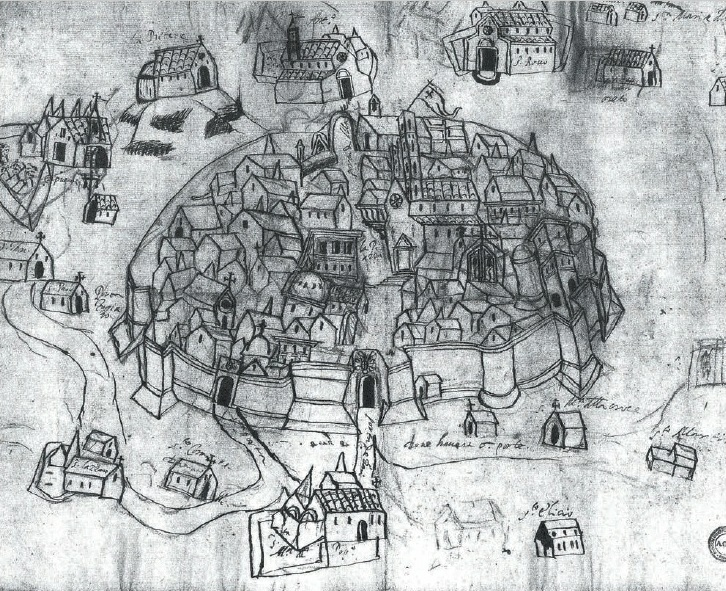
Vista del muro di cinta e di porta Foggiali (a sinistra) risalente agli ultimi anni del XVI secolo, tratta dall'Archivio Generalizio Agostiniano Carte Rocca P32 (Biblioteca Angelica)
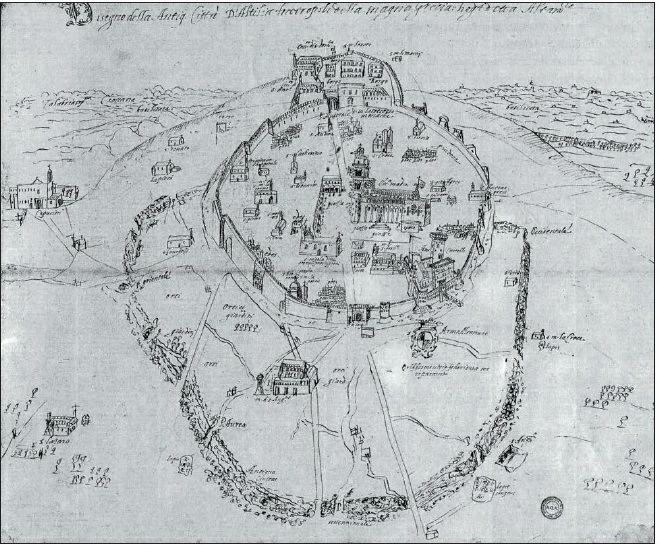
Un'altra vista, sempre risalente alla fine del XVI secolo, tratta dall'Archivio Generalizio Agostiniano Carte Rocca P33 (Biblioteca Angelica)
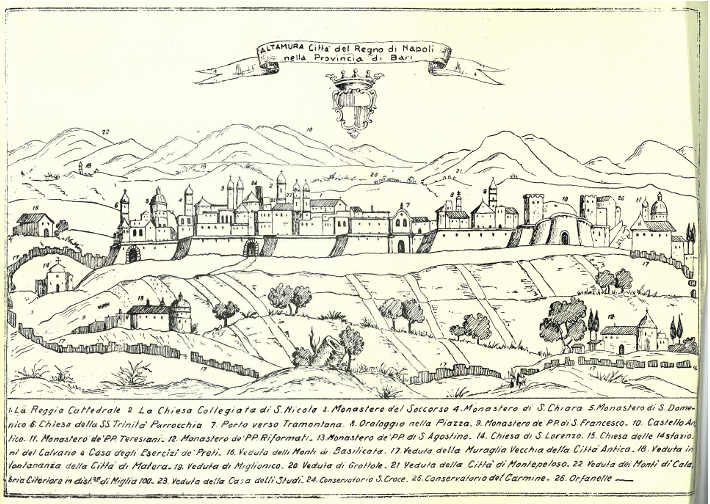
Porta Foggiali (l'ultima porta a sinistra) nell'illustrazione di Cesare Orlandi della città di Altamura, tratta dalla sua opera Delle città d'Italia e sue isole adjacenti compendiose notizie (1770)